# A Fable for Critics

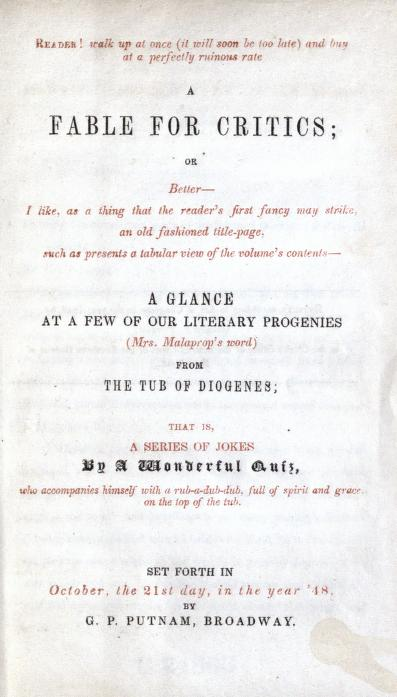
Página de rosto de A Fable for Critics, 1848

A Fable for Critics (em português: Uma Fábula para Críticos) é um poema do escritor americano James Russell Lowell, publicado pela primeira vez em 1848. O poema zombou de poetas e críticos conhecidos da época e trouxe notoriedade ao seu autor.

## Visão geral
Uma Fábula para Críticos satirizou muitas das figuras mais importantes da literatura americana da época, incluindo Ralph Waldo Emerson e James Fenimore Cooper. Muitos de seus julgamentos mais severos foram direcionados a nomes que não sobreviveram na posteridade, incluindo Nathaniel Parker Willis, Cornelius Mathews e Fitz-Greene Halleck. Ele elogiou amplamente Charles Frederick Briggs e Lydia Maria Child, embora ele fosse amigo de ambos e provavelmente tenha permitido que sua amizade aumentasse sua avaliação de seus talentos. Sobre Edgar Allan Poe, ele disse que era "três quintos da genialidade... e dois quintos da merda". Lowell também se incluiu, referindo-se a si mesmo como tendo dificuldade em determinar a diferença "entre dois cantos e pregações". Muitos dos retratos poéticos foram equilibrados com elogios, como nos de Halleck: 
Halleck é melhor, duvido que, do que tudo o que ele escreveu;

Em seu verso, um vislumbre claro você encontrará frequentemente

Se não for de uma grande, de uma afortunada mente
 O tratamento mais cruel de Lowell foi destinado a Margaret Fuller, a quem ele se referia como Miranda. A princípio, ele pretendia excluí-la completamente, mas achou que isso seria mais insultuoso e foi convencido a escrever "uma linha ou duas" por sua esposa Maria White Lowell. Por fim, sua caracterização foi a única totalmente negativa e não equilibrada com elogios. Ele sugeriu que ela roubasse ideias antigas e as apresentasse como suas e que ela era genuína apenas a despeito.

## Histórico da publicação

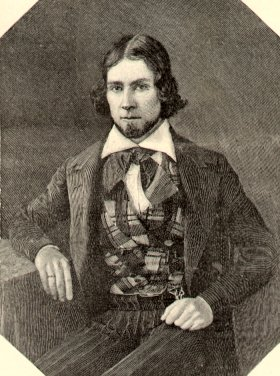
James Russell Lowell, três anos antes da publicação de A Fable for Critics

Uma Fábula para Críticos, com o subtítulo "Um relance sobre algumas de nossas progênies literárias", foi publicada anonimamente como um panfleto no início de 1848. Três mil cópias foram vendidas em pouco tempo. Lowell esperava que houvesse lucro suficiente com suas vendas, que pretendia entregar a seu amigo Briggs, que estava com dificuldades financeiras, embora se dissesse que o lucro era suficiente para comprar um pequeno prato de prata. O poema foi reimpresso várias vezes com o nome de Lowell após sua publicação inicial. Uma versão incluía uma nota introdutória explicando as intenções de seu autor: "Este jeu d'esprit foi extemporizado, posso dizer com toda a rapidez, foi escrito tão rapidamente, puramente para meu próprio divertimento e sem pensar em publicação" até ser convencido por Briggs a fazê-lo.

## Recepção crítica
John Ruskin classificou o poema "em espírito e poder animal... quase além de qualquer coisa que eu saiba". Oliver Wendell Holmes considerou a "capital—cheia e esmagada—com pó (muito)—tiros—lesmas—muito pouco chumaço... tudo aglomerado em um tipo de barril de barraca de aparência enferrujada, por assim dizer—tampado com um prefácio de percussão—e inclinado com uma página de título tão apropriada quanto uma piscadela para uma piada". Henry Wadsworth Longfellow comparou-o aos "Bardos Ingleses" de Lord Byron como "cheios de humor selvagem e diabólico, e incrivelmente espertos". Freeman Hunt revisou o poema para a Merchants' Magazine em dezembro de 1848 e observou como as avaliações dos personagens eram verdadeiras: "Nossos amigos Bryant, Halleck, Willis, Whittier, Poe e, por último, mas não menos importante, Harry Franco (Briggs) são, em nosso julgamento, como figuras genuínas da vida, como jamais foram esboçadas com caneta ou lápis, em prosa ou verso. A severidade, se houver, é perdida na fidelidade geral dos delineamentos".
Os amigos de Lowell se opuseram às críticas intensas de Fuller, especificamente William Wetmore Story e Thomas Wentworth Higginson. Edgar Allan Poe revisou o trabalho no Southern Literary Messenger e o chamou de "solto"—mal concebido e fracamente executado, tanto em detalhes quanto em geral... confessamos alguma surpresa por ele ter apresentado uma performance tão polida". Seu julgamento final foi que o trabalho não teve êxito: "nenhum fracasso foi cada vez mais completo ou mais lamentável". Por fim, Uma Fábula para Críticos ganhou notoriedade de Lowell como poeta, uma vez que seu nome foi revelado, embora ele não tenha lucrado significativamente com sua publicação.